# Perjan Moors
Peter Jan Mathijs Josef (Perjan) Moors (Nijmegen, 20 oktober 1967) is een Nederlands voormalig politicus.
Perjan Moors bezocht het Stedelijk Gymnasium in Arnhem, waar hij in 1987 eindexamen deed. Daarna volgde hij een studie in technische informatica aan de Technische Universiteit Delft, die hij in 1996 afrondde. Vervolgens was hij werkzaam als projectmanager. Sinds 2004 is hij een zelfstandig gevestigd ondernemer. Hij volgde tevens een parttime MBA opleiding aan de TSM Business School in Enschede, die hij afrondde in 2008.
Bij de gemeenteraadsverkiezingen van 2010 werd hij namens de VVD gekozen tot lid van de gemeenteraad van Houten.
Bij de Tweede Kamerverkiezingen van 2012 stond hij op de VVD-kandidatenlijst op plaats 50, een positie die niet toereikend was om gekozen te worden. Hij werd op 10 januari 2014 door de Kiesraad benoemd verklaard in de vacature die was ontstaan door het vertrek van Matthijs Huizing uit de Tweede Kamer. Zijn beëdiging vond plaats op 14 januari 2014. Bij de verkiezingen voor de Tweede Kamer in 2017 werd hij niet op de kandidatenlijst van de VVD geplaatst. In maart 2017 verliet hij de Tweede Kamer.
- Parlement.com: vjg8hi52zgw4